# Gazmend Pallaska
Gazmend Pallaska, född 24 februari 1955 i Pristina, Kosovo, Socialistiska republiken Serbien, SFR Jugoslavien, är en albansk sångare och jurist. 
Pallaska deltog fyra gånger i den jugoslaviska uttagningen till Eurovision Song Contest. Första gången var 1974 då han framförde bidraget Agu pranveror, som inte lyckades kvalificera sig till finalen. Han deltog igen 1976 med bidraget Dieli i kuqremt och kom på 17:e plats (av 21 tävlande). I 1982 års tävling framförde han bidraget Kujtimi për ty och kom på 16:e och sista plats. Hans sista deltagande i tävlingen var 1983 då han tillsammans med Milica Milisavljevic Dugalic framförde bidraget Dashuria ne lulezim och kom på 15:e plats.
Pallaska är utbildad jurist från Pristinas universitet och är sedan 2006 delägare i advokatfirman Pallaska & Associates. Han är specialiserad inom patenträtt, bolagsrätt och förvaltningsrätt. Han har även varit vice radiodirektör på Radio Televizioni i Kosovës, Kosovos public servicebolag.